# 鈴ヶ谷温泉
鈴ヶ谷温泉（すずがだにおんせん）は、熊本県阿蘇郡小国町（旧国肥後国）にある温泉。涌蓋山の東麓に位置。

## 泉質
- 単純温泉
  - 泉温　52.7℃

## 温泉地
国道387号を外れたわいた温泉郷の玄関口に、一軒宿の「田舎の宿おかもと」が存在する。客室は全て離れとなっている。
周囲は山中であるため、民家や商業施設もない。運営は、老舗豆腐店「岡本とうふ店」が行っている。
日帰り入浴を利用する際も、「岡本とうふ店」で代金を支払うことになる。

## 歴史
運営を行う「岡本とうふ店」の創業は明治時代である。

## アクセス
鉄道
- JR豊肥本線阿蘇駅より産交バスで約50分。

自動車
- 大分自動車道日田ICより国道387号経由、車で60分。